# Образцово народно читалище „Светлина – 1907“
Вижте пояснителната страница за други значения на Народно читалище „Светлина“.
Образцово Народно читалище „Светлина – 1907“ е читалище в разложкото градче Якоруда, България. Читалището е разположено на улица „Цар Борис III“ № 111 и е регистрирано под № 1790 в Министерство на културата на България.
Читалището е основано в 1909 година в къщата на Георги и Иван Нуневи под името „Обединение и напредък“ и пръв председател му е Иван Рашков. Дейността му обаче замира след Младотурската революция и войните за национално обединение. Възобновено е в 1922 година по инициатива на Васил Мишев, Илия Колев и Иван Масларов, като до 1926 година е просветен отдел на кредитната кооперация „Бъдещност“. В 1924 година е отворен театрален салон в сградата на якорудската прогимназия, а от 1939 година отваря врати и киносалон. През годините читалището има театрална трупа, оперетен състав, женска и мъжка певческа група, смесен хор, струнен оркестър, естрадно-сатиричен състав, акордеонен оркестър, детски духов оркестър, детски състав за народни танци, детски тамбурашки състав, школа по пиано и акордеон. Библиотеката му има 45 000 тома книги.
В 1939 година читалището се нанася в самостоятелна сграда. В 1955 година му е дадено званието „образцово“. В 1984 година получава орден „Кирил и Методий“.